# Hypenagonia nigrifascia
Hypenagonia nigrifascia är en fjärilsart som beskrevs av George Francis Hampson 1893. Hypenagonia nigrifascia ingår i släktet Hypenagonia och familjen nattflyn. Inga underarter finns listade i Catalogue of Life.